# Nationell samordnare mot våldsbejakande extremism
Nationell samordnare mot våldsbejakande extremism, eller nationell samordnare för att skydda demokratin mot våldsbejakande extremism, var ett samordnings- och utredningsuppdrag tillsatt av den svenska regeringen i juni 2014. Uppdraget var ursprungligen på två år, men förlängdes. I januari 2018 överfördes ansvaret till Centrum mot våldsbejakande extremism (CVE), ett särskilt organ inom Brottsförebyggande rådet.
Till skillnad från andra länder där koordinationen mot våldsextremism organiserats under respektive lands Justitiedepartement var verksamheten i Sverige organiserad under Kulturdepartementet.

## Telefonlinje
I augusti 2015 beslutade regeringen att samordnaren skulle organisera en nationell telefonlinje dit anhöriga, kommuner och organisationer kunde få råd och stöd. Uppdraget att driva telefonlinjen gick till hjälporganisationen Röda Korset. Under verksamhetens första år togs 150 samtal emot. Röda Korset skötte telefonlinjen fram till februari 2017 då den togs över av Rädda Barnen.

## Kunskapshus
I november 2015 beslutade regeringen om pilotverksamheter med samverkanskontor (kallade Kunskapshus) i fyra kommuner: Örebro, Borlänge, Göteborg och Stockholm. Kontoren lanserades av den dåvarande samordnaren Mona Sahlin. År 2017, då kontoren varit aktiva i ett år, utvärderades kontoren av Högskolan i Dalarna och det framkom att de anställda på kontoren saknade kunskap och en tydlig definition för vad våldsbejakande extremism är i praktiken. Kontoren hade olika fokus, i Örebro och Göteborg är fokus på jihadism, i Borlänge ansågs högerextremism vara det största hotet och Stockholmskontoret uppgav jihadism, vänsterextremism och högerextremism som tydliga hot.

## Personer som innehade posten
- Mona Sahlin (juli 2014–maj 2016)[9][10]
- Hillevi Engström (juni–december 2016)
- Anna Carlstedt (december 2016–januari 2018)